# Ginosigma schimkewitschi
Espèce
Synonymes
- Thelyphonus schimkewitschi Tarnani, 1894

Ginosigma schimkewitschi est une espèce d'uropyges de la famille des Thelyphonidae.

## Distribution
Cette espèce se rencontre au Viêt Nam, au Laos, au Cambodge, en Thaïlande, en Malaisie et à Singapour.

## Description
L'holotype mesure 29 mm.

## Publication originale
- Tarnani, 1894 : Quelques nouvelles espèces de Thelyphonides. Zoologischer Anzeiger, vol. 17, p. 30-32 (texte intégral).